# Калішук Віктор Степанович
Віктор Степанович Калішук (1866 — ?, після 1907) — селянський депутат II Державної думи Російської Імперії від Волинської губернії, чорносотенець.

## Біографія

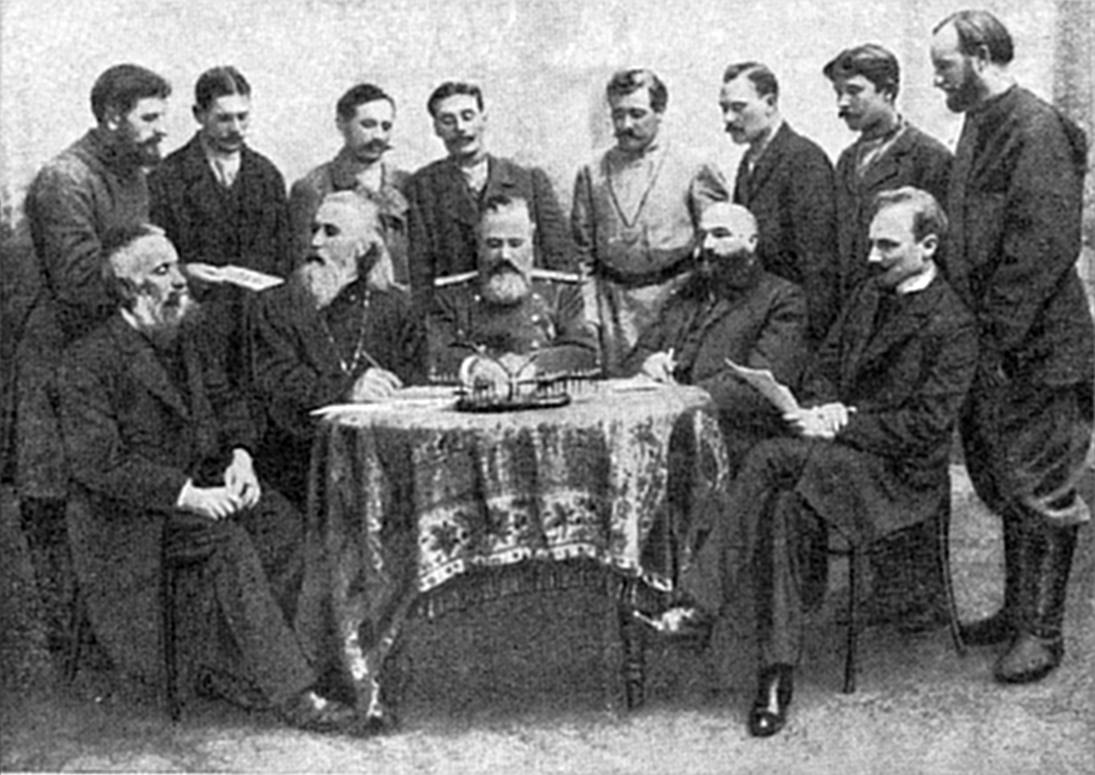
Члени II Державної думи від Волинської губернії. Сидять: І.Ф. Дрбоглав, Д.І. Герштанський, Г.Є.Рейн, Г.М. Бєляєв, В.В. Шульгін;
Стоять:: П.С. Васюхник, О.К.Бас, А.Ф. Коренчук, І.С. Ющук, В.С. Калішук, М.Ф. Гаркавий, М.А. Ігнатюк, М.М. Никончук

Православний селянин села Тумін Кисилінської волості Володимир-Волинського повіту.
Початкову освіту здобув вдома, письменний. Займався землеробством. Був волосним старшиною і членом Союзу російського народу.
У лютому 1907 був обраний депутатом II Державної думи від Волинської губернії. Входив у групу безпартійних, але був близький до групи правих, член аграрної комісії. 
Серед іншого підписав заяву групи поміркованих селян із аграрного питання. Брав участь у депутації правих думців-селян, які удостоїлися аудієнції Миколи II 14 квітня. 
Після Третьочервневого перевороту підписав телеграму на ім'я імператора з вдячністю за розпуск Думи і зміну виборчого закону. 
Подальша доля невідома.